# Petronas FP1
La FP1 est un modèle de motocyclette de l'entreprise malaise Petronas.
La FP1 était destinée à courir le championnat du monde de Superbike. Elle était engagée au sein de l'écurie Foggy Petronas Racing, menée par l'ancien pilote Carl Fogarty.
Initialement, elle a été développée en partenariat avec Sauber, pour courir en  MotoGP. Finalement, l'entreprise malaise décide de la faire courir en Superbike.
Le moteur est un trois cylindres en ligne, quatre temps, à refroidissement liquide. Il est imaginé par Suter.
Le moteur est basculé de 17° vers l'arrière et est alimenté par une injection électronique Bosch de 55 mm de diamètre. Contrairement à ce que l'on trouve habituellement, l'injection se trouve côté roue avant, tandis que l'échappement est devant la roue arrière. 
La fourche télescopique inversée de 43 mm de diamètre et le monoamortisseur, tous deux de marque Öhlins, sont réglables en détente, compression et précharge.
Le freinage est assuré par Brembo, avec, à l'avant par un double de disque de 320 mm de diamètre, mordus par des étriers à quatre pistons, et à l'arrière par un simple disque de 220 mm de diamètre, par un étrier double piston.
Les jantes sont des OZ Racing en aluminium forgé. L'ensemble des pièces de carrosserie est en fibre de carbone. Le réservoir est en aluminium.
Afin de pouvoir être présent en Superbike, 150 exemplaires doivent être fabriqués. 50 exemplaires ont été conservés pour la course et 100 ont été commercialisés.
75 motos ont été fabriqués par MSX International, entreprise de l'Essex, pour mettre au point les procédés de fabrication. Ensuite, les 75 autres machines ont été assemblées en Malaisie, chez un constructeur local, Modenas, en suivant ces procédés.
En course, la FP1 n'a pas brillé. Elle ne s'est hissée sur le podium que deux fois au cours de sa carrière, en 2004, à la seconde et la troisième place. En 2003, elle est pilotée par Troy Corser et James Haydon. En 2004, Haydon est remplacé par Chris Walker. En 2005, ce sont Garry McCoy et Andy Notman qui prennent le guidon de la FP1. En 2006, Steve Martin et Craig Jones pilotent la FP1 pour sa dernière saison.
Le 10 février 2010, le magazine Motorcyclenews annonce avoir retrouvé un hangar dans l'Essex rassemblant 60 des 75 machines fabriquées en Grande-Bretagne.